# 보배로
보배로(Bobae-ro)는 경상남도 창원시 진해구 웅동 의곡교차로 에서 부산광역시 강서구 녹산동 보배터널을 잇는 도로다.

## 주요 경유지
경상남도
- 창원시 진해구 (웅동)

부산광역시
- 강서구 (녹산동)

## 노선
| 이름                  | 접속 노선               | 소재지 | 소재지 | 소재지 | 비고 |
| --------------------- | ----------------------- | ------ | ------ | ------ | ---- |
| 의곡 교차로           | 국도 제2호선 (진해대로) | 창원시 | 진해구 | 웅동   |      |
| 안평 교차로 (안평1교) | 진해산업로              | 창원시 | 진해구 | 웅동   |      |
| 두동 교차로 (금곡교)  | 두동중앙로              | 창원시 | 진해구 | 웅동   |      |
| 보배터널              |                         | 창원시 | 진해구 | 웅동   |      |
|                       | 부산광역시              | 강서구 | 녹산동 |        |      |
| 과학산단1로와 직결    |                         |        |        |        |      |